# William Frederick Meggers
William Frederick Meggers (Clintonville, Wisconsin, 13 de julho de 1888 – 19 de novembro de 1966) foi um físico estadunidense. Foi especialista em espectroscopia.
Pai de Betty Meggers.
Existem dois prêmios em sua homenagem, o Prêmio William F. Meggers da Optical Society e o Applied Spectroscopy William F. Meggers Award.